# Ruandella testacea
Ruandella testacea är en stekelart som beskrevs av Jean Risbec 1957. Ruandella testacea ingår i släktet Ruandella och familjen sköldlussteklar.
Artens utbredningsområde är Rwanda. Inga underarter finns listade i Catalogue of Life.